# Rumex ruwenzoriensis
Rumex ruwenzoriensis är en slideväxtart som beskrevs av Chiov. Rumex ruwenzoriensis ingår i släktet skräppor, och familjen slideväxter. Inga underarter finns listade i Catalogue of Life.